# Исмаил ел Мансур
Исмаил ел Мансур (913—953) био је трећи фатимидски калиф. Владао је од 946. године до своје смрти.

## Биографија
Рођен је 913. године у Керуану као син калифа Мухамед ел Каим би-Амрилаха. Наследио га је 946. године. Током Мансурове владавине дизани су бројни устанци. Најозбиљнији је био устанак Абу Језида избио још у време владавине његовог оца. Успео га је угушити 947. године. Као симбол своје победе саградио је палату ел Мансуријах у близини Керуана. Потом се окренуо борбама против Омајада. Повратио је Сицилију и на њу поставио династију емира Калбида. Умро је након тешке болести 953. године. Наследио га је син ел Муиз.